# Краснокрылый ивовый листоед
Краснокрылый ивовый листоед (лат. Chrysomela saliceti) — вид жуков-листоедов из подсемейства хризомелин. Распространён в Европе, Западной Сибири, Туве, Казахстане, Иране и Монголии. Кормовыми растениями данных листоедов являются представители родов ива и тополь. Длина тела взрослых насекомых 6—9,5 мм. Данный вид имеет следующие отличительные признаки:
- четвёртый членик лапок спереди без зубчика;
- латеральные (боковые) края переднеспинки обычно выпуклые.